# Julie Christie
Julie Frances Christie (ur. 14 kwietnia 1940 lub 1941 w Asam) – brytyjska aktorka filmowa, laureatka Oscara dla najlepszej aktorki za rolę w filmie Darling (1965).

## Życiorys
Urodziła się w rodzinie plantatora herbaty w Indiach, gdy były one brytyjską kolonią. Studiowała w Central School of Speech and Drama. Karierę rozpoczęła w 1961 rolą w serialu BBC A jak Andromeda.
Sławę przyniosły jej kreacje w filmach Johna Schlesingera: Billy kłamca (1963) z Tomem Courtenayem i Darling (1965). W drugim z tych filmów zagrała Dianę Scott, cyniczną młodą kobietę, która wykorzystuje swe wdzięki do zrobienia kariery. Za tę kreację została uhonorowana Oscarem. Inne jej znaczące filmy z tego okresu to Doktor Żywago (1965) Davida Leana oraz Fahrenheit 451 (1966) François Truffaut. Dzięki tym kasowym i artystycznym przebojom Christie stała się jednym z symboli dekady lat 60.
Na początku lat 70. była związana z aktorem Warrenem Beattym i przez pewien czas mieszkała w Stanach Zjednoczonych. Wspólnie wystąpili w McCabe i pani Miller (1971) Roberta Altmana oraz Szamponie (1975) Hala Ashby'ego.

## Filmografia

### Filmy fabularne
- 1962: The Fast Lady jako Claire Chingford
- 1962: Kanciarze - spółka akcyjna (Crooks Anonymous) jako Babette LaVern
- 1963: Billy kłamca (Billy Liar) jako Liz
- 1965: Doktor Żywago (Doctor Zhivago) jako Lara
- 1965: Darling jako Diana Scott
- 1965: Młody Cassidy (Young Cassidy) jako Daisy Battles
- 1966: Fahrenheit 451 jako Linda / Clarisse
- 1967: Z dala od zgiełku (Far from the Madding Crowd) jako Bathsheba Everdene
- 1968: Petulia jako Petulia Danner
- 1969: In Search of Gregory jako Catherine Morelli
- 1971: Posłaniec (The Go-Between) jako Marian Maudsley
- 1971: McCabe i pani Miller (McCabe & Mrs. Miller) jako Constance Miller
- 1973: Nie oglądaj się teraz (Don't Look Now) jako Laura Baxter
- 1975: Szampon (Shampoo) jako Jackie Shawn
- 1977:  Diabelskie nasienie (Demon Seed) jako Susan Harris
- 1978: Niebiosa mogą zaczekać (Heaven Can Wait) jako Betty Logan
- 1981: Pamiętnik kobiety, która trwa (Memoirs of a Survivor) jako 'D'
- 1982: Les Quarantièmes rugissants jako Catherine Dantec
- 1982: Powrót żołnierza (The Return of the Soldier) jako Kitty Baldry
- 1983: Separate Tables jako pani Shankland / Panna Railton-Bell
- 1983: W upale i kurzu (Heat and Dust) jako Anne
- 1983: The Gold Diggers jako Ruby
- 1986: Żądza władzy (Power) jako Ellen Freeman
- 1986: Champagne amer jako Betty Rivière
- 1986: Panna Mary (Miss Mary) jako panna Mary
- 1988: Dadah Is Death jako Barbara Barlow
- 1990: Przeklęty los (Fools of Fortune) jako pani Quinton
- 1992: Samotne serca (The Railway Station Man) jako Helen Cuffe
- 1996: Ostatni smok (Dragonheart) jako królowa Aislinn
- 1996: Hamlet jako Gertruda
- 1997: Miłość po zmierzchu (Afterglow) jako Phyllis Mann
- 2000: Spotkanie z Jezusem (The Miracle Maker) jako Rachel (głos)
- 2001: Nie ma takiej rzeczy (No Such Thing) jako dr Anna
- 2001: Belfegor – upiór Luwru (Belphégor - Le fantôme du Louvre) jako Glenda Spender
- 2002: Randka z Lucy (I'm with Lucy) jako mama Lucy
- 2002: Migawki z przeszłości (Snapshots) jako Narma
- 2004: Harry Potter i więzień Azkabanu (Harry Potter and the Prisoner of Azkaban) jako Madame Rosmerta
- 2004: Marzyciel (Finding Neverland) jako pani du Maurier
- 2004: Troja (Troy) jako Tetyda
- 2005: Życie ukryte w słowach (La Vida secreta de las palabras) jako Inge
- 2006: Daleko od niej (Away from Her) jako Fiona
- 2008: Zakochany Nowy Jork (New York, I Love You) jako Isabelle
- 2009: Glorious 39 jako Ciocia Elizabeth

### Seriale telewizyjne
- 1961: A jak Andromeda (A for Andromeda) jako Christine / Andromeda
- 1962: The Andromeda Breakthrough jako Andromeda
- 1963: Święty (The Saint) jako Judith
- 1986: Ojcowie i synowie (Väter und Söhne - Eine deutsche Tragödie) jako Charlotte Deutz
- 1996: Karaoke jako lady Ruth Balmer

## Nagrody
- Nagroda Akademii Filmowej Najlepsza aktorka pierwszoplanowa: 1966 Darling
- Złoty Glob Najlepsza aktorka w filmie dramatycznym: 2008 Daleko od niej
- Nagroda BAFTA
  - Najlepsza aktorka: 1966 Darling
  - 1997 Academy Fellowship
- Nagroda Gildii Aktorów Ekranowych Najlepsza aktorka pierwszoplanowa: 2008 Daleko od niej